# Presidente degli Stati Uniti d'America

Lo stendardo del Presidente degli Stati Uniti.

Il Presidente degli Stati Uniti d'America (in inglese: President of the United States of America; sigla: POTUS) è il capo di Stato e il  capo del governo degli Stati Uniti d'America. Il presidente, di nomina elettiva, è responsabile delle funzioni esecutive del governo federale ed è anche il comandante in capo delle Forze Armate statunitensi.
L'elezione del presidente avviene in via indiretta: gli elettori di ogni Stato eleggono 538 grandi elettori, i quali a loro volta (riuniti nel Collegio elettorale, ma ognuno nella capitale dello Stato per cui sono stati eletti) votano a scrutinio segreto il presidente e il vicepresidente che lo ha accompagnato nella campagna elettorale (formando il cosiddetto ticket). La carica dura quattro anni e il XXII emendamento alla Costituzione (approvato nel 1951) vieta a chiunque di esercitare la carica presidenziale per più di due mandati. Sede e residenza ufficiale del presidente è la Casa Bianca a Washington. Il presidente dispone di un suo staff e usufruisce di numerosi servizi.
Due Boeing VC-25 (versione appositamente modificata dell'aereo di linea Boeing 747-200B) servono per il trasporto a lunga distanza. Con il presidente a bordo, l'aereo viene denominato Air Force One. Lo stipendio del presidente ammonta a 400 000 dollari all'anno, esclusi altri benefici, e gli viene corrisposto annualmente. Dalla promulgazione della Costituzione (elaborata il 17 settembre 1787 e ratificata il 21 giugno 1788) 45 persone si sono succedute alla carica presidenziale. Il numero di presidenze è però di 47 perché Grover Cleveland e Donald Trump sono stati eletti per due mandati non consecutivi: il primo risulta essere stato il 22º e 24º presidente mentre il secondo il 45º e 47º.
Il presidente attualmente in carica è il repubblicano Donald Trump, eletto il 5 novembre 2024 per un secondo mandato non consecutivo ed entrato in carica il successivo 20 gennaio.

## Storia

### La rivoluzione americana e il dibattito sulle forme di governo

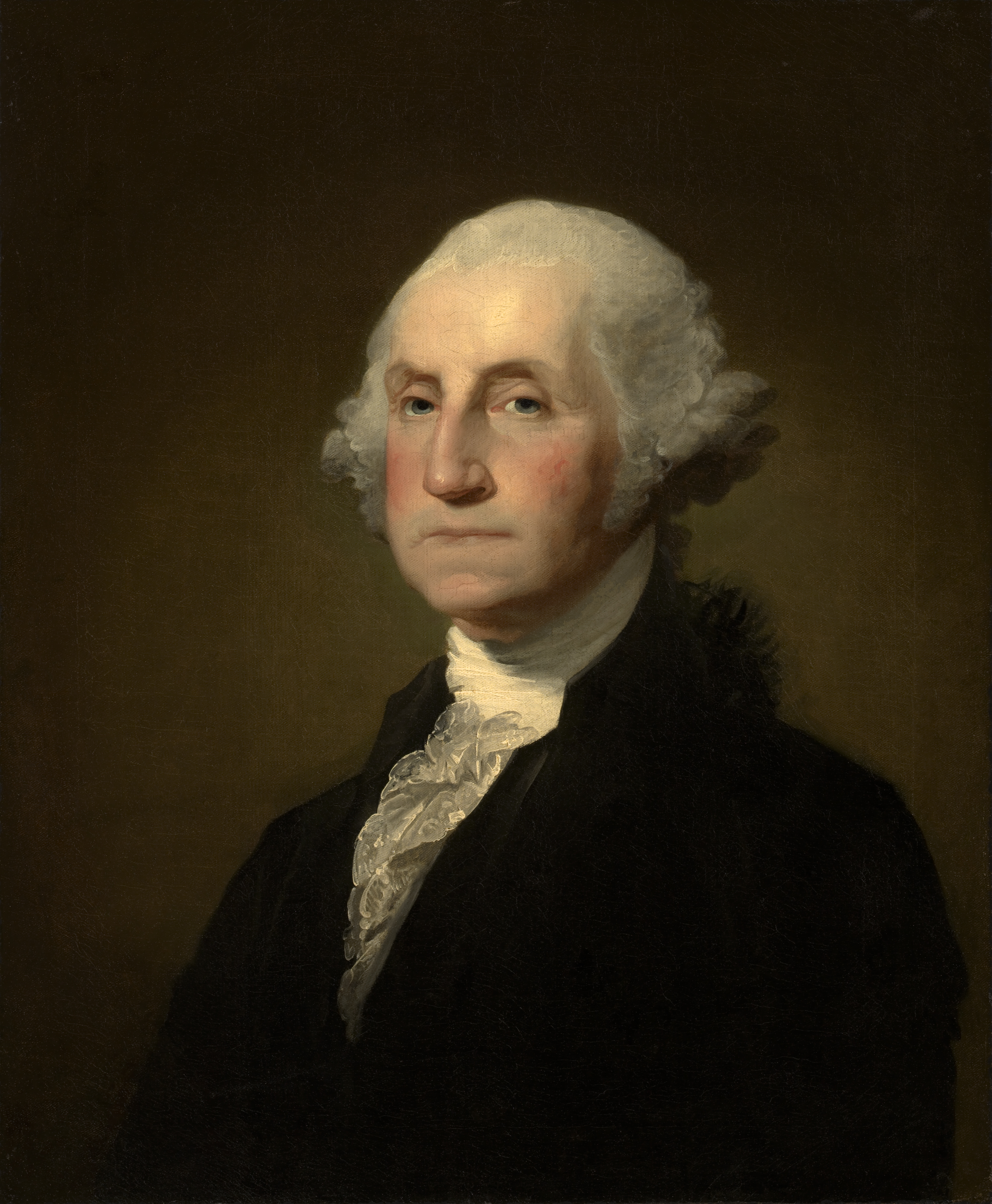
George Washington, primo presidente degli Stati Uniti d'America (1732–1799)

Il 4 luglio 1776, a Filadelfia (Pennsylvania), nell'ultima sessione del secondo congresso continentale, le tredici colonie britanniche proclamarono ufficialmente la propria dichiarazione di indipendenza dall'Impero britannico. Le colonie, divenute dei veri e propri Stati sovrani indipendenti l'uno dall'altro, riconobbero però la necessità di coordinarsi per fronteggiare la prevedibile reazione degli inglesi.
Volendo prioritariamente evitare qualsiasi ipotesi monarchica, il 15 novembre 1777 (dopo 16 mesi di negoziati) i nuovi Stati indipendenti elaborarono, in seno al Secondo Congresso Continentale, gli Articoli della Confederazione: con questo documento le ex-colonie formarono una nuova alleanza federale, la "Confederazione". Gli Articoli, tuttavia, esclusero la possibilità per il Secondo Congresso di potere promulgare leggi valevoli per tutti i cittadini degli Stati della Confederazione: ogni singolo Stato mantenne il diritto di promulgare proprie leggi in qualsiasi materia. Un assetto politico federalista che tuttavia traeva origine dall'esperienza coloniale: come il governo centrale britannico (Corona e Parlamento) controllava i dominion oltremare, apparve nelle ex-colonie l'intenzione di creare un organo in grado di coordinare i singoli Stati uniti nella Confederazione. E, nonostante si escludesse (come si è già detto) qualsiasi ipotesi monarchica, alcune delle prerogative reali vennero attribuite al Congresso, come la possibilità di emanare la dichiarazione di guerra o di ricevere gli ambasciatori esteri. Gli Articoli della Confederazione entrarono ufficialmente in vigore soltanto dal 1º marzo 1781, quando il Maryland fu l'ultimo Stato a ratificarli.

### La fine della guerra di indipendenza dal Regno Unito
Con il Trattato di Parigi del 1783 finì la guerra d'indipendenza americana e Giorgio III del Regno Unito riconobbe gli Stati Uniti d'America come Stato sovrano e indipendente. Conclusa la questione coloniale, alla Confederazione rimanevano però da risolvere enormi problemi al suo interno: i confini a ovest erano deboli e minacciati; le rispettive economie dei singoli Stati si trovavano in condizioni miserevoli dopo lo sforzo bellico; numerose dispute commerciali fra diversi Stati minacciavano fin da subito di sfaldare la neonata Confederazione; data la necessità di importare una grande quantità di beni, enormi quantità di valuta se ne andavano all'estero; le linee commerciali che collegavano le ex-colonie con il bacino del Mediterraneo erano perennemente minacciate dalle flotte dei pirati nordafricani; il debito con diversi Paesi stranieri per finanziare la propria guerra di indipendenza doveva essere saldato per evitare interessi altissimi. L'insoddisfazione della popolazione era evidente.
Nel 1785, a seguito della risoluzione positiva della Conferenza di Mount Vernon (tenutasi presso la stessa abitazione di George Washington) con cui la Virginia e il Maryland trovarono un accordo sull'utilizzo delle acque comuni, la stessa Virginia propose la convocazione di una conferenza commerciale fra tutti gli Stati confederati per risolvere una volta per tutte eventuali dispute che potessero minare il futuro della Confederazione. La conferenza venne convocata ad Annapolis, nel Maryland, nel settembre 1786. Tuttavia la conferenza fallì nel raggiungere il suo obiettivo a causa dei reciproci sospetti da parte dei delegati, una parte dei quali decise comunque di proporre una convention da tenersi la primavera successiva a Filadelfia, con lo scopo di apportare modifiche agli Articoli della Confederazione. La proposta venne accolta piuttosto freddamente dalla maggior parte degli Stati, ma l'opera di convincimento da parte dei delegati della Virginia, James Madison e Edmund Randolph, nei confronti di George Washington di rappresentare la stessa Virginia alla riunione di Philadelphia, e la ribellione di Shays nel Massachusetts (sedata dopo qualche mese senza che il Congresso potesse intervenire) convinse gli Stati più restii della necessità di una riforma della Confederazione e ad accettare la proposta.

### La convenzione di Philadelphia e l'istituzione
La riunione, che passò alla storia come convenzione di Philadelphia, si tenne dal 25 maggio al 17 settembre 1787 con la sola assenza dei delegati del Rhode Island, che si rifiutarono di intervenire. La Convenzione decise immediatamente di riformare completamente le istituzioni confederali e i delegati presenti depositarono le loro proposte in merito al nuovo assetto costituzionale. Oltre ad accettare la proposta del Connecticut di istituire un parlamento bicamerale la Convenzione accolse l'idea dello Stato di New York: costituire un organo governativo forte e unitario con potere di veto sulle decisioni delle Camere e che dovesse rimanere in carica per tre anni. La Convenzione riuscì quindi a promulgare la Costituzione degli Stati Uniti d'America il 17 settembre 1787, ratificata il 21 giugno 1788.

## Elezione e nomina

### Criteri di eleggibilità

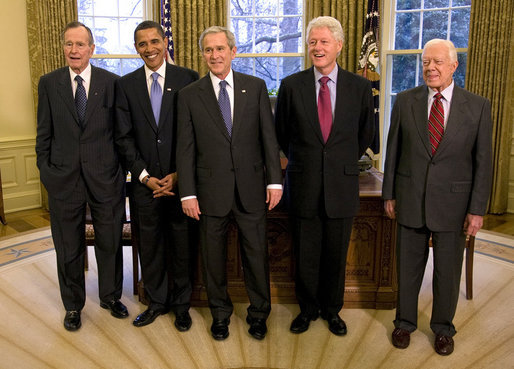
Cinque presidenti degli Stati Uniti d'America (gennaio 2009): da sinistra a destra George H. W. Bush, Barack Obama (allora presidente eletto), George W. Bush (allora presidente in carica), Bill Clinton e Jimmy Carter.

L'articolo 2 della Costituzione elenca con precisione i requisiti per potere ricoprire la carica di Presidente degli Stati Uniti d'America:
- possedere la cittadinanza statunitense sin dal momento della nascita;
- avere almeno 35 anni di età;
- avere avuto la residenza sul suolo statunitense per un periodo di almeno 14 anni.

A questi tre requisiti, la Costituzione e alcuni emendamenti specificano alcune cause di ineleggibilità. Innanzitutto il XXII emendamento (ratificato il 21 marzo 1947) stabilisce il divieto di nominare un ex-presidente che ha già tenuto la carica per due mandati; inoltre nessun vicepresidente che abbia rivestito la carica presidenziale per più di due anni, essendo automaticamente subentrato, per qualsiasi motivo, a un altro presidente eletto, potrà essere eletto presidente per più di una volta.
Un'altra causa di ineleggibilità (prevista dall'articolo 1 della Costituzione) riguarda il caso di un ex-presidente condannato con la particolare procedura dell'impeachment al quale il Senato ha comminato la sanzione accessoria del divieto di rivestire in futuro cariche pubbliche federali, fra cui quella di Presidente. Infine il XIV emendamento (approvato il 9 luglio 1868) vieta la nomina presidenziale a una persona che, dopo avere giurato sulla Costituzione, si è poi ribellato contro gli Stati Uniti. In quest'ultimo caso, però, la causa di ineleggibilità viene meno qualora i due terzi sia del Senato sia della Camera dei Rappresentanti si siano espressi a favore della sua eleggibilità.

### Il collegio elettorale

Una cartina degli Stati Uniti che illustra il numero di grandi elettori e dunque di voti attribuiti a ogni Stato dal 2024 in cui per ottenere la maggioranza il candidato deve ottenere almeno 270 voti su 538

Ogni quattro anni le elezioni presidenziali si svolgono il "martedì successivo al primo lunedì di novembre", questo per evitare che l'elezione si debba svolgere il primo novembre, giorno festivo negli USA, quando questo cade di martedì. Nello stesso giorno sono concentrate anche altre consultazioni, riferite a ogni livello di governo. A livello federale si svolgono assieme a quelle per il presidente le elezioni per il rinnovo della Camera dei Rappresentanti e quelle per la scelta di un terzo dei membri del Senato.
Ogni Stato esprime un numero variabile di membri del Collegio Elettorale (I "Grandi Elettori" o gli "Elettori" per antonomasia), equivalente al numero dei suoi rappresentanti al Congresso.
Il sistema elettorale per la scelta dei Grandi Elettori è rimesso alla legislazione statale. Fin dai primi periodi della storia statunitense, comunque, si manifestò l'orientamento di fare eleggere i Grandi Elettori direttamente dai cittadini. Alcuni stati in origine preferivano fare selezionare gli Elettori dai membri dei Legislativi. La Carolina del Sud mantenne questo sistema fino alla Guerra di Secessione, quando ormai tutti gli altri stati erano passati all'elezione diretta.
Sulle schede compaiono solo i nomi del candidato alla presidenza e di quello alla vice presidenza dei vari partiti (i ticket), ma il voto assegnato a un ticket va formalmente a un numero di candidati al Collegio Elettorale scelti dal partito che appoggia il Ticket stesso. Nella stragrande maggioranza degli Stati, il ticket che conquista il maggior numero di preferenze si vede assegnare tutti i voti elettorali dello Stato. Il Maine e il Nebraska adottano un sistema diverso, assegnando due voti al ticket che vince a livello statale e uno ai vincitori nei vari collegi elettorali per il Congresso. In ogni caso, i Grandi Elettori si riuniscono nelle capitali dei rispettivi Stati il primo lunedì dopo il secondo mercoledì di dicembre per votare. Viene formata una "lista di tutti coloro che hanno avuto voti e del numero di voti raccolti da ciascuno": questa la formula adottata dall'articolo II, sezione 3 della Costituzione, ma ormai si tratta chiaramente di una formalità, in quanto gli Elettori daranno la preferenza ai candidati alla presidenza e alla vicepresidenza sostenuti dal loro partito. Il risultato del voto è inviato al Presidente del Senato, ossia il vicepresidente in carica.
In presenza della Camera e del Senato, il vicepresidente, nella qualità di presidente del Senato, apre le liste e si procede al conteggio dei voti. I risultati dei singoli stati vengono letti a voce alta alla presenza dei congressisti in seduta comune. I membri del Congresso possono contestare il conteggio dei voti di ogni stato, purché la contestazione sia supportata da almeno un membro di entrambe le camere. In realtà, ciò avviene molto di rado.
Nel caso in cui nessun candidato ricevesse la maggioranza del voto espresso dal Collegio Elettorale, il Presidente sarebbe eletto dalla Camera dei Rappresentanti tra i tre candidati più votati, mentre il vicepresidente verrebbe scelto dal Senato. In questo caso, la Camera adotta un sistema di votazione particolare, in cui ogni delegazione statale sceglie al suo interno un candidato e ha diritto a un solo voto. Si tratta di un sistema che penalizza (o meglio, penalizzerebbe, in quanto questa eventualità è piuttosto remota) gli stati maggiori. Il Senato, in cui ogni stato ha una delegazione identica, vota invece normalmente.

### Inizio del mandato e durata
Come stabilisce il XX emendamento l'inizio del mandato presidenziale scatta alle ore 12:00 del 20 gennaio successivo alle elezioni e da questo momento iniziano a decorrere ambo i mandati di Presidente e del Vicepresidente. Prima di assumere ufficialmente i pieni poteri, dopo la cerimonia di insediamento del presidente degli Stati Uniti d'America il neoeletto deve pronunciare un giuramento le cui parole sono precisamente indicate dall'articolo 2 della carta costituzionale:
La durata degli incarichi presidenziale e vicepresidenziale è di quattro anni, con la possibilità di essere rieletti soltanto per un altro mandato; tuttavia quest'ultimo limite venne introdotto ufficialmente (prima era solo una tradizione consolidata) soltanto nel 1951, con l'approvazione del XXII emendamento.

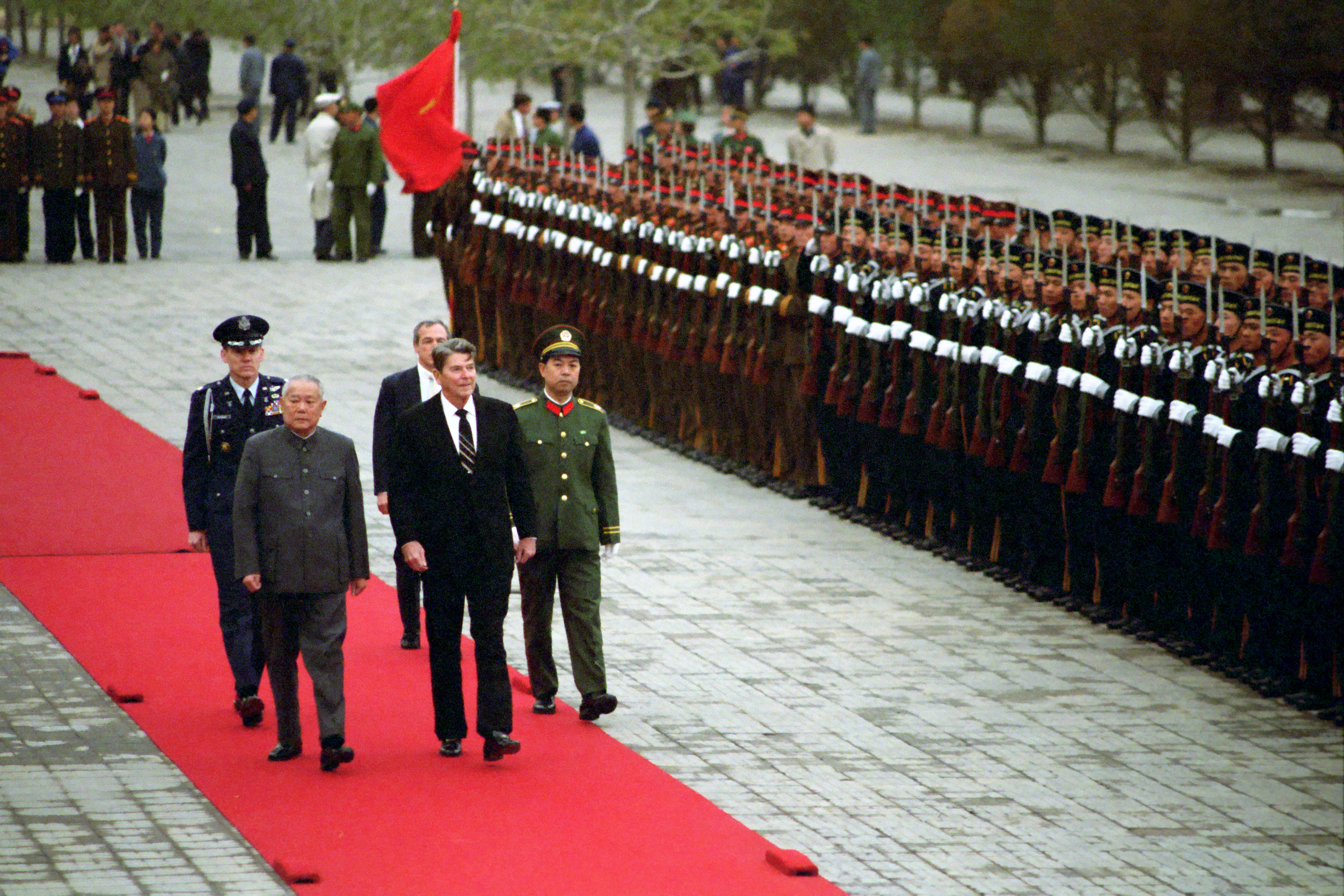
Il Presidente Ronald Reagan passa in rivista il plotone di onore durante la sua visita a Pechino nel 1984

George Washington, primo Presidente della storia degli Stati Uniti, introdusse l'uso del limite di due mandati anche se non costituzionalmente previsto. I suoi successori seguirono questa regola non scritta, ma già a cavallo tra XIX e XX secolo, i sostenitori di Ulysses Grant e di Theodore Roosevelt li spinsero a candidarsi per un terzo mandato presidenziale, tuttavia i loro tentativi fallirono. Nel 1940, Franklin Delano Roosevelt, nonostante si fosse inizialmente rifiutato ufficialmente di candidarsi a un terzo mandato, accettò di buon grado che il suo partito lo "scegliesse" come candidato e, a seguito della campagna elettorale, riuscì a essere il primo Presidente degli Stati Uniti a essere eletto per un terzo mandato. Dopo l'entrata degli Stati Uniti nella seconda guerra mondiale nel 1941, gli elettori statunitensi scelsero nuovamente Roosevelt come loro Presidente per un altro mandato nel 1944. Roosevelt morì il 12 aprile 1945, dopo appena 82 giorni dall'inizio del quarto mandato presidenziale.
Nel 1951 venne dunque approvato il XXII emendamento, con la conseguente adozione del limite di due mandati. Harry Truman, il Presidente all'epoca in carica, venne esentato da questo limite e infatti decise di candidarsi per quello che sarebbe stato il suo terzo mandato, ma in seguito ritirò la sua candidatura nel 1952.

## Poteri e funzioni
La Costituzione statunitense stabilisce che il presidente è investito del potere esecutivo a livello federale (articolo II, sezione 1) e che a lui fanno capo le forze armate federali e le milizie dei singoli Stati, ove chiamate al servizio della Federazione. Per l'adempimento delle sue alte prerogative in tema di sicurezza e politica estera, quotidianamente riceve dall'intelligence un rapporto, denominato President's Daily Brief.
Sempre l'articolo II, dedicato al potere esecutivo, enumera altri poteri esclusivi del presidente, come quelli di convocare una o entrambe le Camere del Congresso, ricevere Ministri e ambasciatori, raccomandare al Congresso le misure che ritiene necessarie e opportune, di nominare consiglieri, di accordare la grazia e di sospendere le pene per i reati puniti a livello federale.
La prassi e le interpretazioni della Corte Suprema hanno finito per convalidare nei secoli una serie di Implied Powers, poteri impliciti dell'Esecutivo Federale, divenuto un organo sempre più dinamico e attivo con poteri crescenti di decisione, impulso e stimolo oltre al basilare take care that the laws be faithfully executed, previsto nella Section III (articolo 2), estendendolo alla potestà legislativa.
L'esercizio di altri poteri presidenziali è invece coordinato con l'attività del Congresso. È il caso della promulgazione delle leggi approvate da entrambe le camere, che include la possibilità di esercitare il diritto di veto (articolo I, sezione 7). In molte tipologie di atto la collaborazione con il potere legislativo si sostanzia nel cosiddetto "advice and consent" del Senato. Il presidente può così nominare diversi alti funzionari (inclusi i segretari di dipartimento, corrispondenti grosso modo ai ministri di un governo parlamentare), gli ambasciatori e i giudici federali, ma tali nomine devono essere scrutinate e approvate dal Senato (a maggioranza semplice). I due terzi dei voti espressi dai senatori sono invece necessari per approvare i trattati firmati dal presidente. Tuttavia il Presidente può firmare gli atti di politica estera e sottrarli al voto del Senato qualificandoli come Executive Agreement (per esempio gli accordi di Yalta e di Potsdam durante la seconda guerra mondiale), nel solo caso in cui non sia necessaria una legge per la concreta realizzazione dell'accordo internazionale.

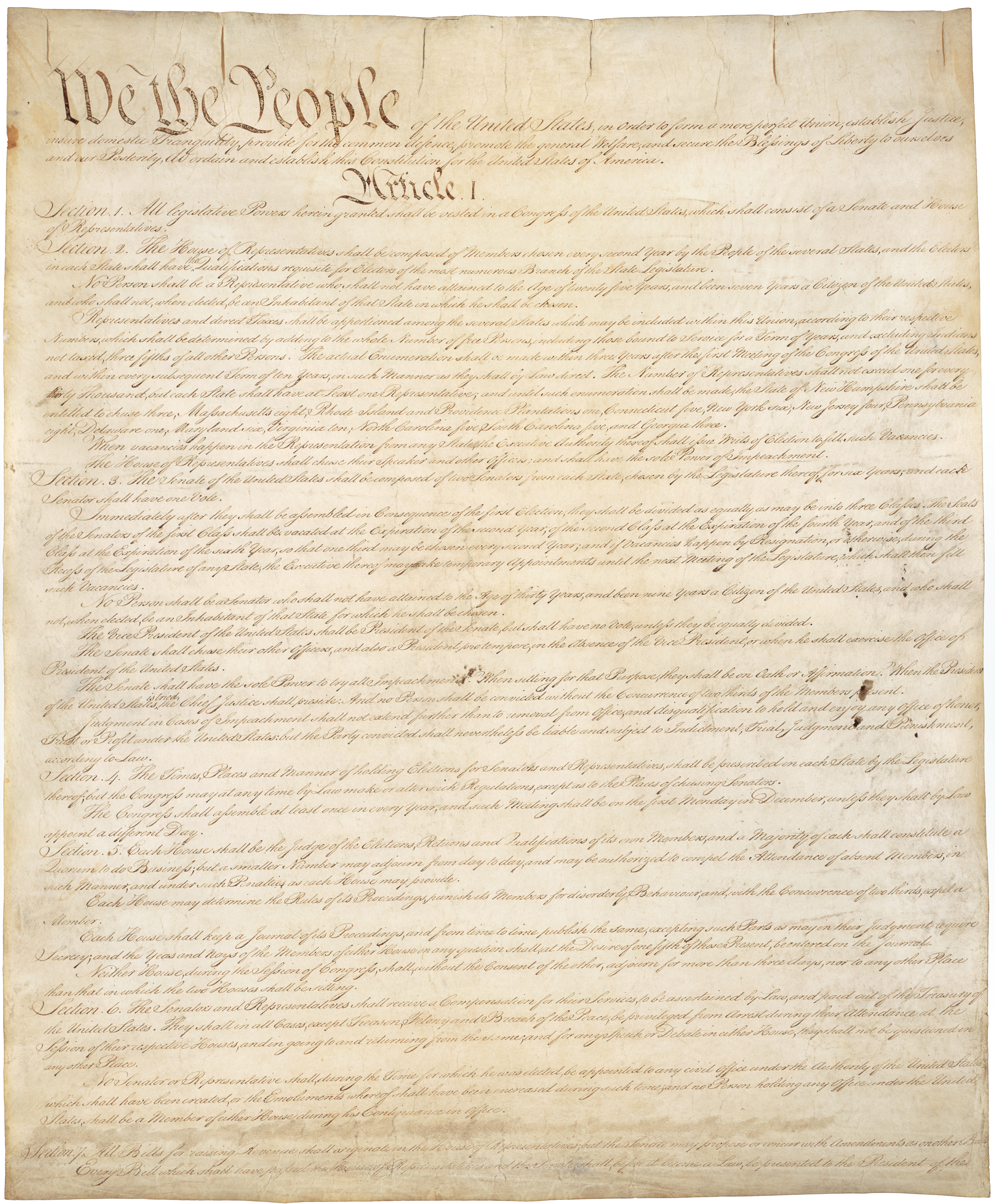
La prima pagina del manoscritto originale della Costituzione degli Stati Uniti d'America firmata il 17 settembre 1787, il cui manoscritto è conservato presso i National Archives di Washington

Se la Costituzione non attribuisce al Presidente il potere di iniziativa legislativa, il potere esecutivo ha acquisito il potere di adottare atti con forza di legge, in virtù di una delega del Congresso o nelle situazioni di crisi. Alcune leggi affermano una delega senza un termine temporale, attribuendo di fatto al Presidente un potere di iniziativa legislativa su specifiche materie: per esempio con il Budget and Accounting Act (Pub.L. 67-13, 42 Stat. 20, 1921), il Presidente è autorizzato a presentare ogni anno una proposta di bilancio federale.
Annualmente il Presidente presenta al Congresso lo State of the Union Speech, un programma legislativo, che viene attuato durante l'anno da progetti di legge elaborati dall'amministrazione e poi formalmente presentati al Congresso da parlamentari che sostengono il Presidente.
Il Presidente ha ulteriori Emergency Powers. Può dichiarare lo Stato di Emergenza in base al National Emergency Act (50 U.S.C. 1601-1651) del 1976, a seguito del quale il Congresso ha facoltà di votare uno Statutory Grant of Power che delega senza limiti temporali al Presidente atti propri del potere legislativo: la limitazione è riferita a una scadenza al compimento, oppure a una materia determinata. Il Congresso ha anche facoltà di negare l'attivazione della delega, ma dal 1979 a oggi ciò non è mai avvenuto.
Il Presidente è il Capo dello Stato, il simbolo dell'unità della nazione. Egli garantisce la continuità e la permanenza dello Stato. Il Presidente giura di "preservare, proteggere e difendere la Costituzione".
Il presidente è il simbolo dell'unità nazionale e la sua voce è unica: sia verso l'interno (importanza del Presidente in occasione di tragedie nazionali) sia verso l'esterno (all'estero è il portavoce di posizioni condivise dall'intero popolo americano).

### Ruolo legislativo

#### Potere di veto
Il primo potere che la Costituzione affida al Presidente è quello di porre il veto. In forza della Presentment Clause, si richiede che qualunque bill (legge) approvato dal Congresso debba essere presentato al Presidente prima che esso possa avere "forza di legge". Il Presidente entro dieci giorni (senza contare le domeniche) ha così tre opzioni:
- Firma la legge. Con la firma la norma acquista il valore di legge, valevole nei confronti di tutti i cittadini.
- Oppone il veto e restituisce il disegno di legge (bill) al ramo del Congresso che ha presentato la norma esprimendo le sue motivazioni per cui non ha apposto la sua firma. Il disegno di legge non assume quindi valore normativo e ritorna al Congresso che, se vuole approvare comunque la norma (override the veto), deve votare lo stesso disegno di legge con una maggioranza qualificata di due terzi dei suoi componenti.
- Non compie nessun atto, ovvero non firma ma non oppone neanche il suo veto. L'inerzia del Presidente comporta due conseguenze alternative:
  - Se il Congresso è convocato il disegno di legge diventa norma a tutti gli effetti.
  - Se i lavori del Congresso sono "rinviati" (adjourned), rendendo dunque impossibile la restituzione del disegno di legge, quest'ultimo non diventa norma federale: una situazione definita come pocket veto.

Nel 1996 il Congresso ha tentato di incrementare il potere di veto del Presidente con il Line Item Veto Act, una norma con la quale si consentiva al Presidente di porre il veto anche soltanto su alcune parti del bill (in particolare per non fare approvare determinati capitoli di spesa inseriti nei testi legislativi). Tuttavia nel 1998 la Corte Suprema, con la sentenza Clinton v. City of New York, ha dichiarato la norma incostituzionale.

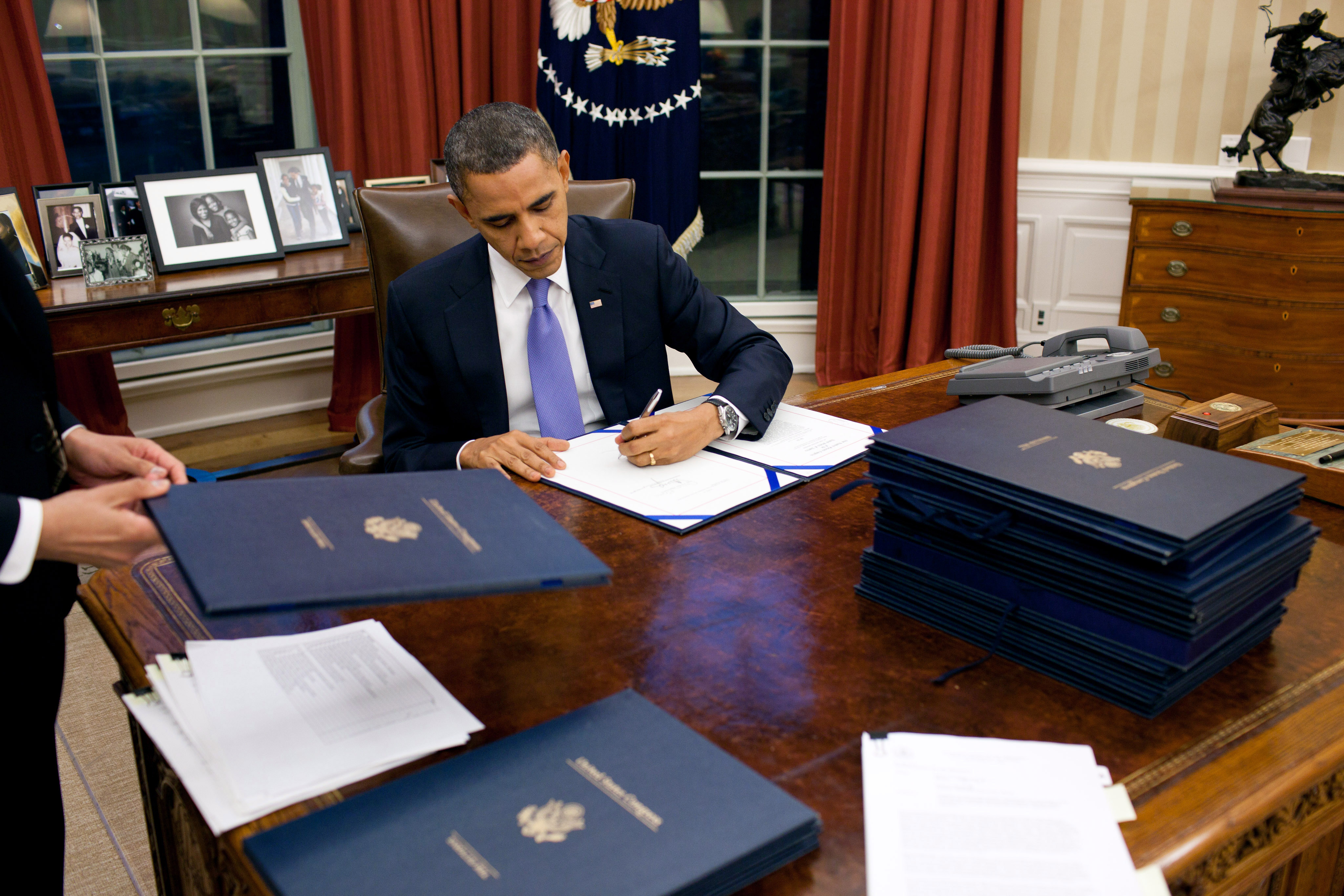
Barack Obama firma una legge approvata dal Congresso nello Studio Ovale della Casa Bianca

#### Organo propulsore dell'attività legislativa
L'articolo 1 della Costituzione contiene la cosiddetta Ineligibility Clause: il Presidente non può contemporaneamente esercitare la carica presidenziale ed essere un membro del Congresso. Conseguenza di questo divieto è, come ovvio, che il Presidente non può direttamente avanzare proposte di alcuna legge federale. Tuttavia è indubbio che il Presidente abbia la possibilità di influenzare e promuovere l'approvazione di nuove norme in via indiretta, soprattutto nel caso in cui in uno o in entrambi i rami del Congresso sussista una maggioranza del suo stesso partito.
Accade spesso, infatti, che lo stesso Presidente o un membro del suo esecutivo rediga un disegno di legge per poi chiedere ad alcuni senatori o rappresentanti di promuovere quello stesso disegno all'esame del Congresso. Ma anche in altre occasioni il Presidente fa sentire il suo peso politico nel processo legislativo: basti pensare ai suoi interventi al Congresso come nel caso del "discorso sullo stato dell'Unione", dove spesso si spinge ad avanzare proposte legislative che, sempre nel caso in cui sia il suo partito a detenere la maggioranza nelle due assemblee legislative, non faticano a trovare la via dell'approvazione. Infatti, accanto al Messaggio, viene inserito in allegato un elenco di disegni di legge, questi verranno eventualmente presentati al Congresso dai singoli parlamentari che appoggiano il Presidente.
Negli ultimi anni sono state avanzate diverse critiche a questa profonda incisività presidenziale nel processo legislativo a danno del Congresso, che si vedrebbe privato delle sue prerogative legislative. Inoltre il Presidente, come vertice del potere esecutivo, si trova a capo di una vasta serie di agenzie governative che hanno a loro volta la possibilità di emanare direttive, le quali sono soltanto in parte controllabili dal Congresso. Il repubblicano Eric Cantor ha dichiarato esplicitamente che il Presidente sarebbe in grado "virtualmente" di nominare "un esercito di zar, ognuno dei quali non controllabile dal Congresso e tuttavia in grado di attuare politiche di rilievo in nome della Casa Bianca". Altre critiche sono state rivolte a quei presidenti che hanno fatto un uso estensivo dei cosiddetti signing statements, cioè quelle dichiarazioni aggiunte alla firma presidenziale di un disegno di legge approvato dal Congresso con le quali il Presidente si esprime indicando il modo in cui verrà resa esecutiva la norma o perlomeno interpretata dalla sua amministrazione. Una pratica che è stata largamente utilizzata da George W. Bush e che ha continuato a utilizzare anche Barack Obama, nonostante fosse stata giudicata incostituzionale dalla American Bar Association, una delle più importanti associazioni di avvocati degli Stati Uniti e che fissa gli standard di insegnamento delle facoltà di legge statunitensi.
In ultima battuta va menzionato il potere del Presidente di convocare una o entrambe le camere del Congresso e, nel caso in cui non vi fosse accordo sulla data precisa da parte delle stesse, il Presidente può fissare autoritativamente una data.

### Poteri esecutivi

#### Poteri amministrativi

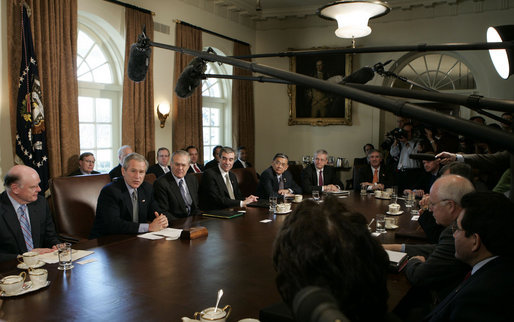
George W. Bush con a fianco il segretario del tesoro John W. Snow (sinistra) e il segretario della difesa Donald Rumsfeld (destra) riuniti insieme al gabinetto di governo il 30 gennaio 2006

Avendo la Costituzione affidatogli la funzione esecutiva, il Presidente è posto a capo di tutta la struttura amministrativa del governo federale, essendo dalla stessa Costituzione obbligato a "preoccuparsi che le leggi vengano eseguite in buona fede". Una macchina amministrativa imponente, se la stessa Casa Bianca dichiara di contare più di 4 milioni di dipendenti pubblici (compresi, comunque, i componenti delle Forze Armate).
Nella sua funzione di capo dell'amministrazione federale, il Presidente si avvale della collaborazione del Gabinetto, una sorta di "consiglio dei ministri" composto dai "segretari" a capo dei diversi Dipartimenti che compongono i vari "rami" dell'amministrazione. Oltre al Gabinetto, il Presidente è coadiuvato anche da una serie di consiglieri, uffici, rappresentanti diplomatici e dal Vicepresidente, tutti riuniti nell'Ufficio esecutivo del Presidente, struttura alla cui guida si pone il Capo di Gabinetto della Casa Bianca, che ha il compito di dirigere tutto il personale alle dirette dipendenze del Presidente (oltre che essere sempre un uomo di fiducia del Presidente stesso).

#### Nomina dei funzionari federali
Come capo della "macchina burocratica" degli Stati Uniti, spetta al Presidente anche la nomina dei funzionari pubblici, e a un Presidente appena eletto può capitare di nominarne fino a 6 000. Alcune categorie di funzionari pubblici, comunque, non possono essere nominati unilateralmente dal Presidente: la nomina degli ambasciatori, dei membri del Gabinetto presidenziale e di altri funzionari federali diventa effettiva soltanto successivamente a una consultazione e approvazione a maggioranza del Senato, a cui segue la nomina presidenziale con l'apposizione dell'advice and consent del Senato nell'atto di nomina.
Al potere di nominare i funzionari pubblici non corrisponde però automaticamente il potere di licenziarli. Da sempre questo tema è oggetto di una forte discussione politica. Se da una parte si sostiene che, in linea generale, il Presidente abbia la possibilità di licenziare a proprio piacimento i funzionari esecutivi, d'altra parte occorre sottolineare che la legge consente al Congresso di interdire o, perlomeno, di limitare il Presidente nel licenziare, per esempio, i componenti delle agenzie di controllo indipendenti e altri funzionari esecutivi di rango inferiore.

#### Ordini esecutivi
Un'altra espressione evidente dell'autorità del Presidente come capo dell'amministrazione è il cosiddetto "ordine esecutivo" (executive order), che indirizza le politiche esecutive delle agenzie del governo degli Stati Uniti.
Gli ordini esecutivi hanno forza di legge quando vengono emessi da un'autorità legislativa che delega questo potere all'esecutivo: il Congresso può demandare con una legge delega (delegated legislation) una parte dei propri poteri.

#### Comandante in capo delle forze armate
Probabilmente il potere più grande che ha il Presidente è quello di essere al comando delle Forze Armate degli Stati Uniti come loro comandante in capo. Inoltre, anche se la Costituzione affida la proclamazione della dichiarazione di guerra al Congresso, è il Presidente che ha la responsabilità ultima di dirigere e disporre le forze militari. Attualmente il comando operativo delle Forze Armate (che appartengono al Dipartimento della Difesa) è normalmente esercitato dal Presidente nei confronti dello Unified Combatant Command (UCC) grazie al tramite del Segretario della Difesa e secondo le linee-guida contenute nel piano annuale a questo scopo predisposto, lo Unified Command Plan (UCP).
Ma il potere presidenziale come comandante in capo delle Forze Armate subisce dei limiti costituzionali. Nel n. 69 de Il Federalista, Alexander Hamilton ebbe modo di puntualizzare che il potere di dichiarare guerra dovrebbe essere disgiunto da quello della direzione suprema dell'esercito e della marina Infatti è soltanto il Congresso che, in forza della War Powers Resolution, può autorizzare l'impiego di truppe militari più a lungo di 60 giorni. Tuttavia questa autorizzazione non ha un iter ufficiale preciso, per cui la sua previsione si è resa, se non inutile, almeno superflua.
Comunque sia, il controllo del Congresso si estende anche grazie al suo controllo sull'approvazione delle spese militari e sul loro impiego. Anche se in epoca più recente è sempre stato il Presidente ad avviare la procedura per la dichiarazione di guerra, diversi studiosi si sono espressi criticamente nei confronti della presidenza statunitense, accusandola in più occasioni di avere iniziato dei conflitti armati senza avere ottenuto la necessaria dichiarazione di guerra, come nei casi dell'invasione di Panama nel 1903 di Theodore Roosevelt, della guerra di Corea, della guerra in Vietnam, e delle invasioni di Grenada del 1983 e di Panama nel 1990. Nel 1973 il Congresso, superando un veto presidenziale, approvò una legge per la quale il Presidente non può deliberatamente disporre delle forze armate senza la previa, obbligatoria consultazione con i leader del Congresso e qualora essi non siano d'accordo, ritirare seduta stante le truppe. Tale legge è stata disattesa dai presidenti nella prassi, senza che la Corte Suprema si sia mai pronunciata in merito.
In tempo di pace, inoltre, il Presidente ha la facoltà di utilizzare il suo potere per mantenere o ripristinare l'ordine in uno Stato federato, su richiesta del governo locale. Questo è avvenuto, per esempio, in Arkansas nel 1957, nel Mississippi nel 1962 e nell'Alabama nel 1963. Ragioni analoghe sono alla base delle iniziative di George W. Bush nella lotta contro il terrorismo che ha portato, estendendo il suddetto concetto, la Guardia Nazionale a operare in Medio Oriente e nei Balcani.

#### Responsabile della politica estera statunitense

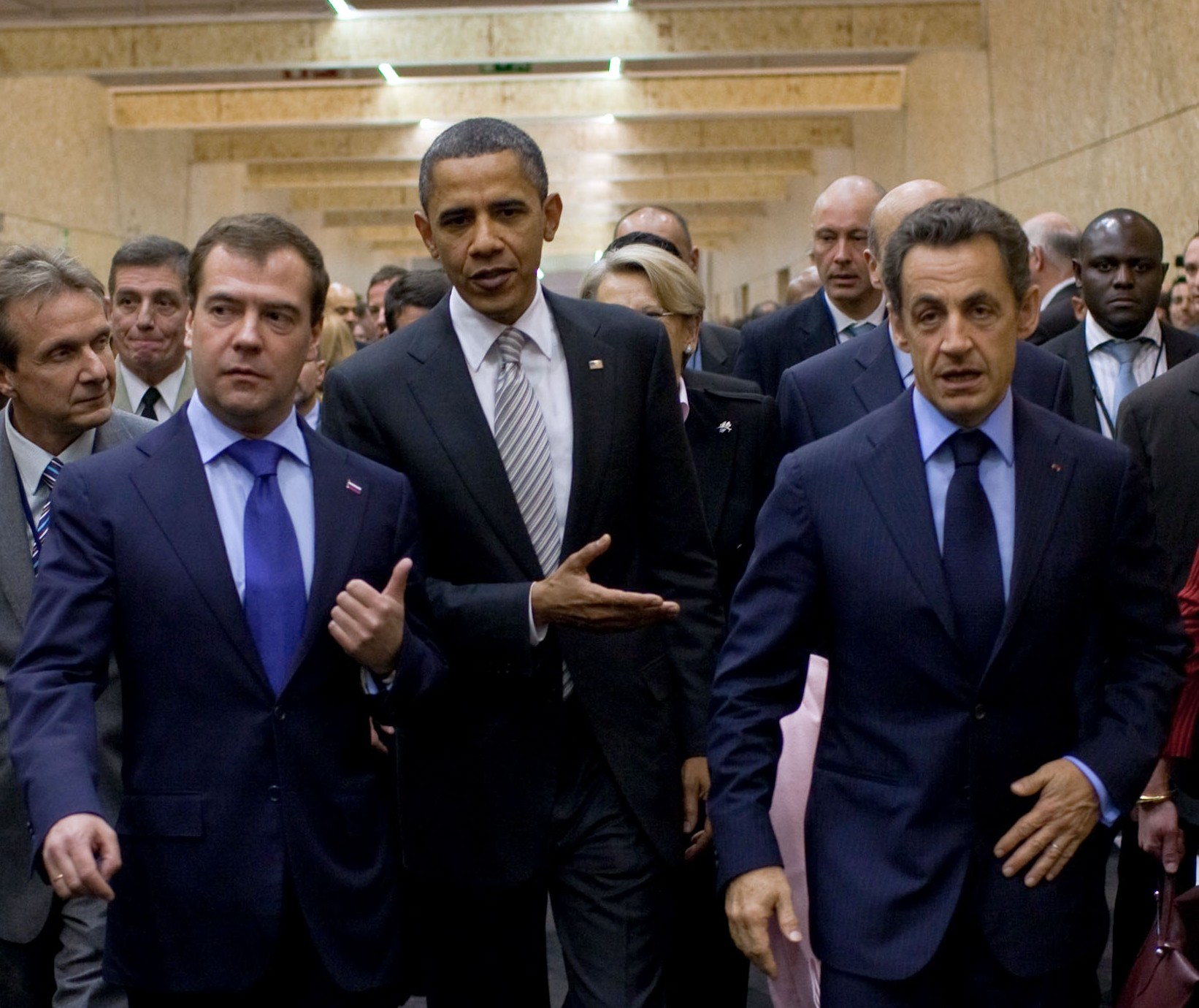
L'ex presidente Obama accompagnato dal Presidente russo Dimitry Medvedev (sinistra) e dal Presidente francese Nicolas Sarkozy (destra) in occasione del vertice della NATO a Lisbona il 20 novembre 2010

Oltre alle Forze Armate, il Presidente detiene il pieno controllo della politica estera statunitense essendo responsabile, tramite il Dipartimento di Stato e il Dipartimento della Difesa, della protezione dei cittadini statunitensi (anche all'estero) e degli stranieri sul territorio degli Stati Uniti. Oltre a essere a capo della diplomazia statunitense, il Presidente ha il potere di negoziare e firmare i trattati internazionali che poi devono essere ratificati dal Senato con maggioranza qualificata di due terzi, oltre alla possibilità di riconoscere nuove nazioni e governi.
Simili ai trattati, perché consistono in un accordo del Presidente con uno o più governi stranieri, sono i cosiddetti executive agreement. Tali accordi, che evitano la procedura di ratifica da parte del Senato, da alcuni autori sono considerati dei veri e propri trattati di diritto internazionale e sono stati utilizzati dalla presidenza statunitense, per esempio, per regolare la presenza di forze militari degli Usa in una certa regione, come quelli conclusi con il Giappone o con l'Iraq (accordi che prendono il nome di "status of forces agreement", SOFA, e che differiscono dall'occupazione militare). Tuttavia il loro utilizzo ha sollevato (e solleva tuttora) numerose critiche, anche perché sono uno strumento che da diversi anni viene sempre più impiegato per regolare le relazioni internazionali degli Stati Uniti senza il vaglio del Senato. Una sorta di controllo (anche se successivo) è stato comunque introdotto: entro 60 giorni dalla loro conclusione, il Presidente ha l'obbligo di notificarli al Congresso; termine che poi è stato ridotto a 20 giorni dal Case Act.

### Poteri giudiziari

#### Nomina dei giudici federali
Il Presidente degli Stati Uniti ha anche un certo peso sul potere giudiziario e sull'amministrazione della giustizia. Innanzitutto al Presidente è consentito nominare i giudici federali, inclusi i giudici membri delle Corti d'appello e della Corte Suprema. Tuttavia, per avere efficacia, tali nomine devono passare il vaglio del Senato: un "contrappeso" che la Costituzione prevede allo scopo di evitare che il Presidente possa nominare tranquillamente giudici di suo gradimento per la loro posizione politica e ideologica. Occorre sottolineare, inoltre, la presenza di una consolidata convenzione costituzionale che prende il nome di Senatorial courtesy. In breve, i senatori appoggiano l'opposizione espressa da uno dei senatori dello Stato in cui il funzionario nominato andrà a esercitare la sua funzione, bloccando in tal modo la nomina presidenziale. Tale convenzione costituzionale "non scritta" vale soprattutto per la nomina dei giudici delle Corti distrettuali.

#### Grazia
Un altro potere di cui può avvalersi il Presidente è la concessione della "grazia" (pardon) a condannati per crimini puniti da una legge federale (a esclusione dei casi di impeachment): una facoltà che solitamente il Presidente adotta alla fine del suo mandato, non senza sollevare polemiche in qualche caso: il più noto è forse quello della grazia concessa da Gerald Ford all'ex-presidente Richard Nixon dopo che quest'ultimo si era dimesso a seguito dello scandalo Watergate (Ford venne fortemente criticato anche perché graziò Nixon soltanto un mese dopo essere diventato Presidente). Il Presidente ha inoltre la possibilità di amnistiare un certo numero di reati.

### Il cerimoniale presidenziale

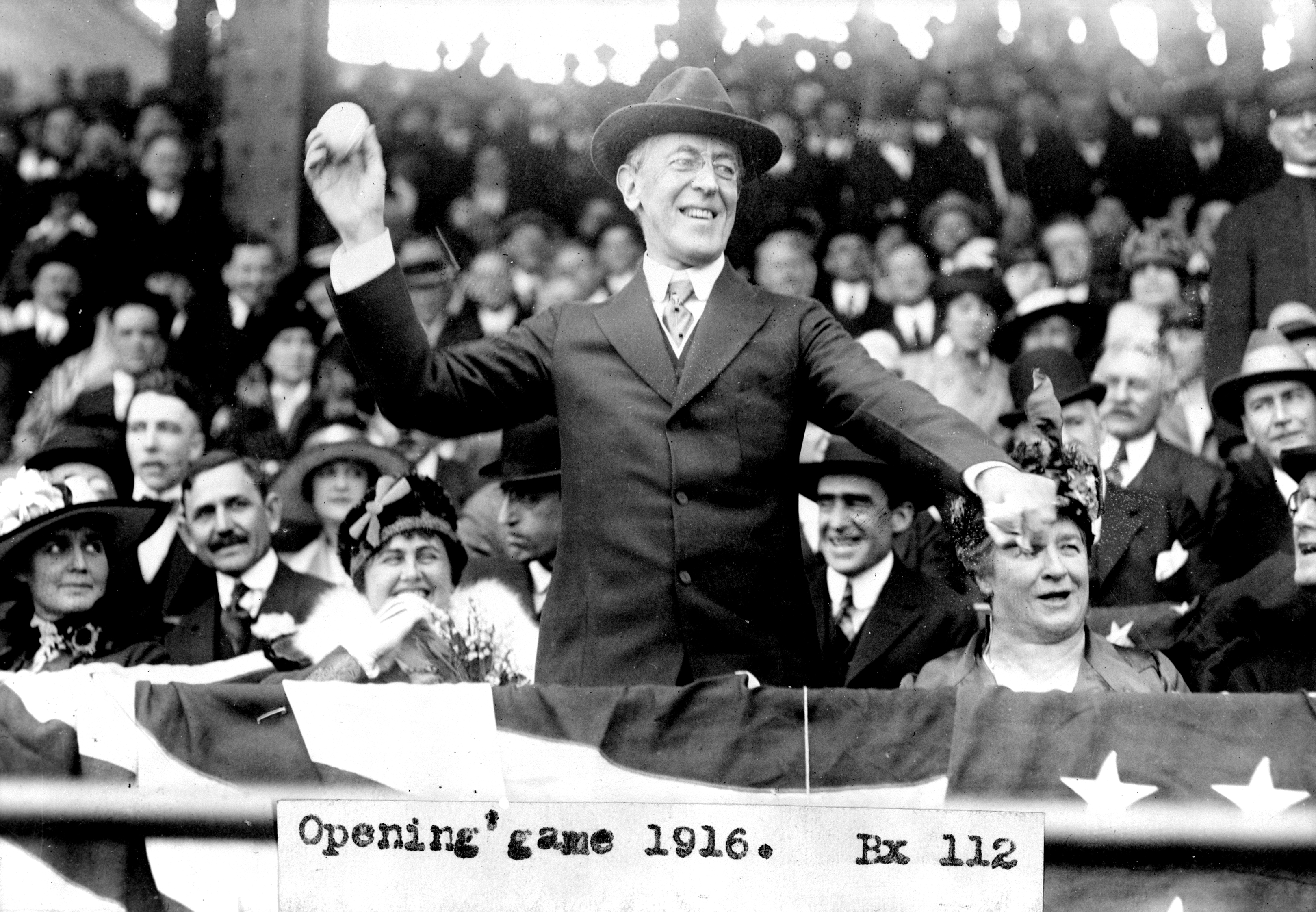
Woodrow Wilson in occasione del giorno di apertura della stagione di baseball 1916

Come capo dello Stato, il Presidente si trova nella posizione di mantenere degli usi e delle tradizioni che lo vedono protagonista. Se ne citano alcune:
- A partire dalla presidenza di James Buchanan, è tradizione che nel periodo di transizione (dall'esito delle elezioni presidenziali fino al giuramento, quasi tre mesi) il Presidente uscente dia consigli e assista il Presidente neoeletto nel primo impatto con la sua nuova carica. Inoltre Ronald Reagan ha inaugurato l'uso di lasciare un messaggio privato rivolto al nuovo Presidente sulla scrivania nello Studio Ovale il giorno della proclamazione ufficiale.
- In occasione di visite da parte di capi di Stato stranieri, l'ospite viene accolto con una cerimonia ufficiale nei giardini sul retro della Casa Bianca (South Lawn),[34] seguita da una cena ufficiale nella State Diner Room della stessa Casa Bianca.
- William Howard Taft è stato il primo Presidente a effettuare il cosiddetto first pitch in occasione della prima partita stagionale della squadra di baseball di Washington. A parte Jimmy Carter, tutti i presidenti sono stati da allora coinvolti in questa tradizione.[35]
- Il Presidente è presidente onorario dei Boy Scouts of America a partire dalla loro fondazione.[36]
- Il Presidente e la sua famiglia sono i protagonisti di una cerimonia ufficiale il Giorno del Ringraziamento.[37]

## Lo stemma presidenziale

Lo stemma

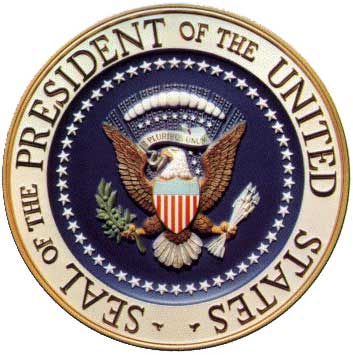
Copia affissa sui podi dai quali il presidente espone i suoi discorsi ufficiali

Il Presidente degli Stati Uniti è rappresentato da uno stemma ufficiale, che lo accompagna in tutte le apparizioni pubbliche.
Lo stemma presidenziale è composto dal Grande sigillo degli Stati Uniti d'America, su sfondo blu e circondato da cinquanta stelle bianche che rappresentano gli Stati dell'Unione, all'interno di un bordo dorato recante la scritta "- SEAL OF THE PRESIDENT OF THE UNITED STATES -".
Cominciò a essere utilizzato già dal 1850 anche se non regolato con legge. Sarà istituito ufficialmente con gli Ordini esecutivi 11916 e 11649, che ne determinano e ne regolano l'uso pubblico; sarà modificato dal Presidente Truman nel 1945 con l'Ordine esecutivo 9649.

## Residenze ufficiali

### Casa Bianca
La Casa Bianca è la residenza ufficiale del presidente e sede del suo ufficio personale, lo Studio Ovale.
Situata a Washington, al numero 1600 di Pennsylvania Avenue NW, la sua costruzione iniziò nel 1792 e venne inaugurata nel 1800, sotto la presidenza del neoeletto Thomas Jefferson (sebbene il primo inquilino ufficiale fosse stato George Washington, che tuttavia morì mentre ancora si stava completando il tetto).
Nel corso degli anni è stata ristrutturata e ampliata più volte.

### Camp David
Camp David è la seconda residenza presidenziale ufficiale, posta nel Catoctin Mountain Park, nella Contea di Frederick nel Maryland. Svolge essenzialmente il ruolo di residenza di campagna del presidente e della sua famiglia: si tratta comunque di una installazione militare, infatti il suo nome ufficiale è Naval Support Facility Thurmont e il personale è rappresentato principalmente da membri della marina statunitense e dei marine.
Costruita tra il 1935 e il 1938, fu adottata nel 1942 come residenza ufficiale dall'allora presidente Franklin Delano Roosevelt con il nome di Shangri-La (l'immaginario paradiso himalayano descritto da James Hilton nel suo romanzo Orizzonte perduto). Nel 1953 il presidente Dwight Eisenhower ne mutò il nome in quello attuale, in onore del padre e del nipote, entrambi chiamati David.
Essa è anche nota sede di incontri diplomatici tra Stati Uniti e altre nazioni: si ricordino per esempio gli accordi di Camp David, siglati tra Israele ed Egitto nel 1978.

## Dati statistici e curiosità
- Quattro Presidenti si sono sposati più di una volta: Theodore Roosevelt (due matrimoni), Ronald Reagan (due), Donald Trump (tre) e Joe Biden (due).
- Dodici Presidenti sono stati generali dell'esercito: George Washington, Andrew Jackson, William Henry Harrison, Zachary Taylor, Franklin Pierce, Andrew Johnson, Ulysses Grant, Rutherford Hayes, James Garfield, Chester Arthur, Benjamin Harrison e Dwight D. Eisenhower.
- Due coppie di Presidenti sono padre e figlio: la prima è formata da John Adams e John Quincy Adams, la seconda da George H. W. Bush e George W. Bush.
- Una coppia di Presidenti è composta da nonno e nipote, ovvero William Henry Harrison e Benjamin Harrison.
- L'unico Presidente che non aveva ricoperto cariche politiche o militari prima della sua elezione è stato Donald Trump.
- Il primo uomo di origini afroamericane a ricoprire la carica di Presidente nella storia degli Stati Uniti è stato Barack Obama.
- Il Presidente che ha ricevuto il maggior numero di voti nella storia americana è stato Joe Biden, che alle elezioni del 2020 ha ricevuto 81.283.501 voti.
- Il Presidente che ha vinto il maggior numero di grandi elettori ad un'elezione è stato Ronald Reagan, che alle elezioni del 1984 ha ottenuto 525 grandi elettori su 538.
- Il Presidente più giovane a ricoprire la carica è stato Theodore Roosevelt, subentrato da Vicepresidente il 14 settembre 1901, all'età di 42 anni, in seguito all'omicidio del suo predecessore, William McKinley.
- Il più giovane Presidente eletto dal popolo è stato invece John Fitzgerald Kennedy, che aveva 43 anni al momento dell'elezione del 1960 (Kennedy è stato anche il primo Presidente di religione cattolica). Il Presidente più anziano a essere eletto è stato invece Donald Trump, eletto nel 2024 e insediatosi all'età di 78 anni e 7 mesi (superando il predecessore Biden, entrato in carica a 78 anni e 3 mesi).
- Il Presidente più longevo di sempre risulta essere Jimmy Carter, che nel 2024 è diventato il primo Presidente a compiere 100 anni di età.
- La presidenza più breve è stata quella di William Henry Harrison, che ricoprì la carica per un solo mese del 1841, prima di morire di polmonite. La presidenza più lunga è stata invece, quella di Franklin Delano Roosevelt, che ricoprì la carica dal 4 marzo 1933 al 12 aprile 1945 (12 anni, 1 mese e 11 giorni), prima di morire poco dopo l'inizio del suo quarto mandato.
- Il primo Presidente a essere stato eletto due volte non consecutive è stato Grover Cleveland, eletto la prima volta nel 1884 e la seconda nel 1892. Peraltro Cleveland aveva ottenuto la maggioranza dei voti popolari anche nel 1888, ma venne battuto, nel collegio elettorale, dal suo avversario, Benjamin Harrison, sul quale tuttavia prese la sua rivincita quattro anni dopo. Cleveland, quindi, è conteggiato sia come 22° sia come 24º presidente. Il secondo è stato Donald Trump, eletto la prima volta nel 2016 e la seconda nel 2024 (nel 2020 fu battuto da Joe Biden), pertanto va conteggiato sia come 45° che come 47° Presidente (ragion per cui il numero delle presidenze è superiore di due unità al numero dei presidenti che coprirono effettivamente la carica).
- Il primo Presidente a risiedere alla Casa Bianca è stato John Adams, nel 1797.
- Il 4 luglio, anniversario della firma della dichiarazione d'indipendenza, sono morti ben tre Presidenti: John Adams e Thomas Jefferson, nel 1826, James Monroe nel 1831.
- Gli unici due Presidenti eletti del Partito Whig sono morti per malattia durante il loro mandato: William Henry Harrison, il 4 aprile 1841, e Zachary Taylor, il 9 luglio 1850.
- L'unico Presidente non sposato è stato James Buchanan (il ruolo di First Lady è stato affidato alla nipote).
- Quattro Presidenti sono riusciti a ottenere la carica vincendo il voto statale dei grandi elettori, pur essendo risultati meno votati dell'avversario nel voto popolare: Rutherford B. Hayes nel 1876, Benjamin Harrison nel 1888, George W. Bush nel 2000 e Donald Trump nel 2016.
- Un solo Presidente è stato eletto dalla Camera dei Rappresentanti, non avendo nessun candidato raggiunto né la maggioranza dei voti popolari, né la prevista maggioranza assoluta dei voti dei Grandi elettori: si tratta di John Quincy Adams nel 1824.
- L'unico Presidente a rivestire la carica pur non essendosi presentato alle elezioni, nemmeno in qualità di vicepresidente, è stato Gerald Ford, nominato vicepresidente dal presidente Richard Nixon dopo le dimissioni di Spiro Agnew, eletto nel ticket con lui, e subentrato a Nixon stesso dopo le dimissioni anche di quest'ultimo. Ford si presentò alle elezioni successivamente, candidandosi per un secondo mandato da presidente, ma fu sconfitto da Jimmy Carter.
- Sono stati quattro i Presidenti assassinati durante il loro mandato:
  1. Abraham Lincoln, raggiunto in un teatro di Washington da colpi di pistola sparati dall'attore sudista John Wilkes Booth il 14 aprile 1865, e morto la mattina successiva.
  2. James A. Garfield, ferito a colpi di arma da fuoco sparati dall'avvocato Charles J. Guiteau nel New Jersey il 2 luglio 1881 e spirato dopo lunga agonia il successivo 19 settembre.
  3. William McKinley, ferito a colpi di pistola dall'anarchico Leon Czolgosz a Buffalo il 6 settembre 1901 e morto otto giorni dopo.
  4. John Fitzgerald Kennedy, ucciso a colpi di fucile da Lee Harvey Oswald a Dallas il 22 novembre 1963.
- Sempre quattro sono stati i Presidenti colpiti da morte naturale durante il loro mandato:
  1. William Henry Harrison, il 4 aprile 1841, per una polmonite;
  2. Zachary Taylor, il 9 luglio 1850, per una gastroenterite;
  3. Warren G. Harding, il 2 agosto 1923, per un ictus cerebrale;
  4. Franklin Delano Roosevelt, il 12 aprile 1945, per un'emorragia cerebrale conseguente a uno stato clinico da tempo deteriorato.
- Soltanto in un caso il Presidente si è dimesso dal suo incarico: si tratta di Richard Nixon, dimessosi il 9 agosto 1974 per evitare l'impeachment a seguito del suo coinvolgimento nello scandalo Watergate.
- Tre Presidenti sono stati sottoposti a una procedura di impeachment:
  1. Andrew Johnson, sottoposto il 24 febbraio 1868 dopo avere rimosso dalla carica il segretario alla Guerra Edwin Stanton, violando la legge Tenure of Office Act, venendo però assolto il 26 maggio 1868;
  2. Bill Clinton, sottoposto il 9 dicembre 1998 per falsa testimonianza e ostruzione della giustizia dopo lo scandalo Lewinsky, venendo però assolto il 12 febbraio 1999;
  3. Donald Trump, sottoposto per ben due volte: la prima volta il 18 dicembre 2019 per abuso di potere e per avere ostacolato il lavoro del Congresso, venendo assolto il 5 febbraio 2020, e la seconda volta il 13 gennaio 2021 per avere incitato una folla di facinorosi ad assaltare il Congresso, venendo nuovamente assolto il 13 febbraio 2021; oltre a ciò è stato incriminato in vari processi, con decine di capi di accusa.
- Con la sua vittoria alle elezioni del 2024, Donald Trump è diventato il primo pregiudicato eletto alla Casa Bianca, in quanto è stato dichiarato colpevole di tutte le 34 accuse di falsificazione di documenti aziendali dopo che testimoni hanno presentato le prove secondo cui avrebbe insabbiato pagamenti in denaro a Stormy Daniels per nascondere un altro crimine.
- Sono stati nove i vicepresidenti subentrati nella carica presidenziale:
  1. John Tyler, nel 1841;
  2. Millard Fillmore, nel 1850;
  3. Andrew Johnson, nel 1865;
  4. Chester A. Arthur, nel 1881;
  5. Theodore Roosevelt, nel 1901;
  6. Calvin Coolidge, nel 1923;
  7. Harry Truman, nel 1945;
  8. Lyndon B. Johnson, nel 1963;
  9. Gerald Ford, nel 1974.
- Sono dieci i vicepresidenti che sono poi diventati presidenti mediante elezioni.
  1. John Adams nel 1796;
  2. Thomas Jefferson nel 1800;
  3. Martin Van Buren nel 1836;
  4. Theodore Roosevelt nel 1904;
  5. Calvin Coolidge nel 1924;
  6. Harry Truman nel 1948;
  7. Lyndon B. Johnson nel 1964;
  8. Richard Nixon nel 1968;
  9. George H. W. Bush nel 1988;
  10. Joe Biden nel 2020.
- Sono 4 i Presidenti insigniti del Premio Nobel per la pace:
  1. Theodore Roosevelt (1906);
  2. Thomas Woodrow Wilson (1919);
  3. Jimmy Carter (2002);
  4. Barack Obama (2009).
- Sono undici i Presidenti in carica che, pur presentandosi alle elezioni, non sono riusciti a farsi confermare per un nuovo mandato:
  1. John Adams nelle elezioni del 1800;
  2. John Quincy Adams nelle elezioni del 1828;
  3. Martin Van Buren nelle elezioni del 1840;
  4. Grover Cleveland nelle elezioni del 1888;
  5. Benjamin Harrison nelle elezioni del 1892;
  6. William Howard Taft nelle elezioni del 1912;
  7. Herbert Hoover nelle elezioni del 1932;
  8. Gerald Ford nelle elezioni del 1976;
  9. Jimmy Carter nelle elezioni del 1980;
  10. George H. W. Bush nelle elezioni del 1992;
  11. Donald Trump nelle elezioni del 2020.